# Alte Dorfkirche Köln-Junkersdorf

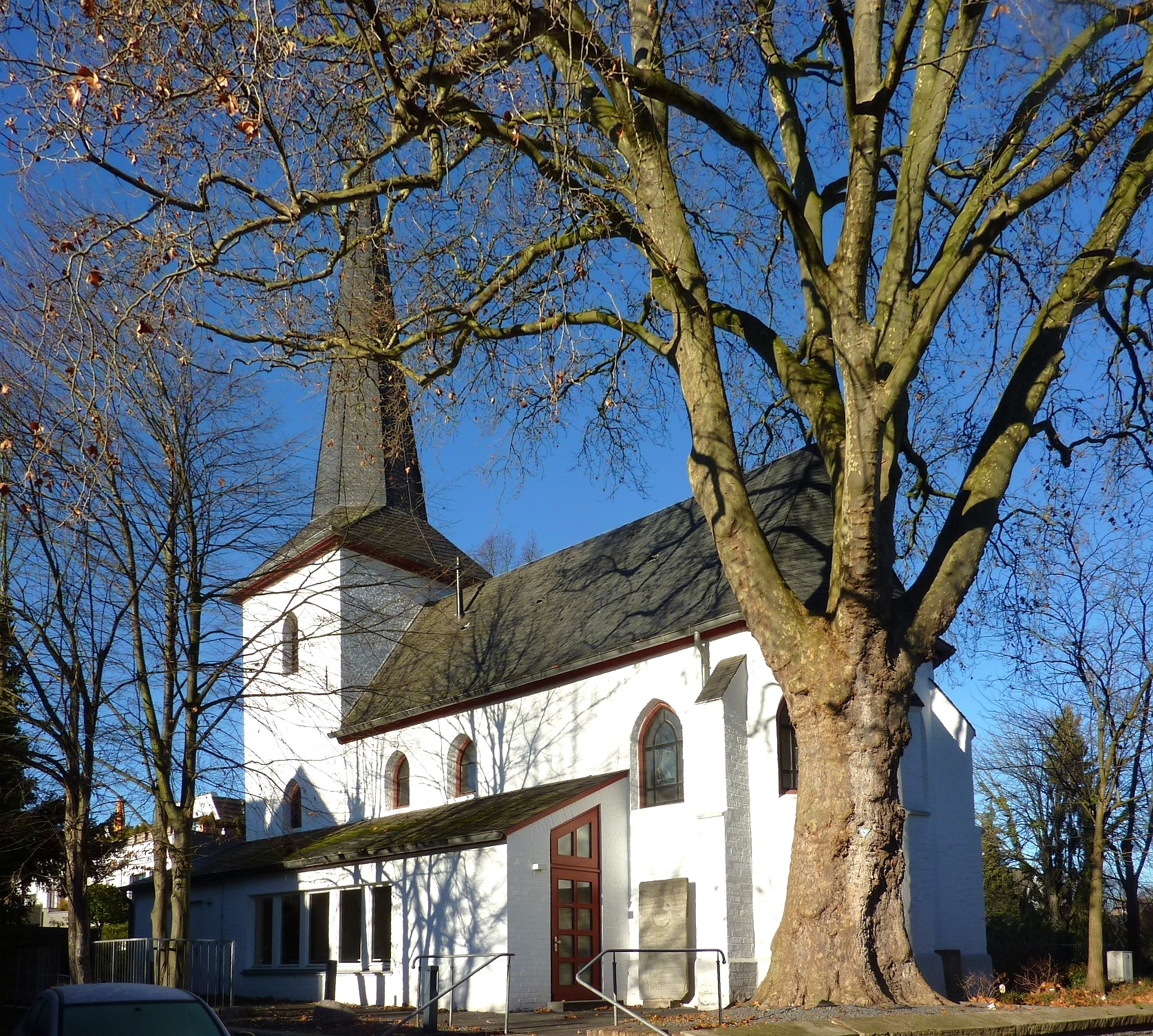
Die Alte Dorfkirche zu Junkersdorf

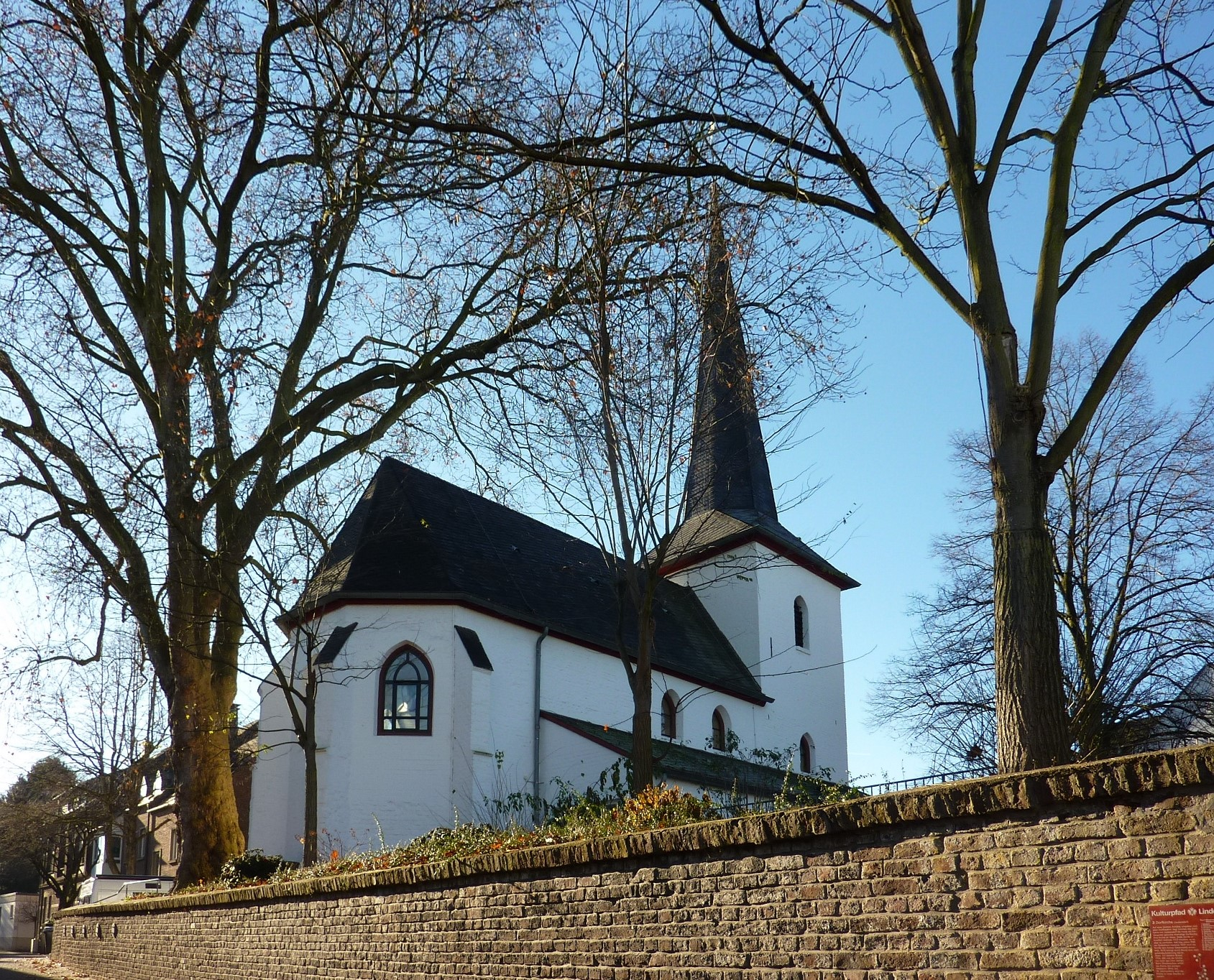
Die Alte Dorfkirche

Die Alte Dorfkirche (vormals St. Pankratius) ist die frühere römisch-katholische Pfarrkirche von Köln-Junkersdorf, die ihre sakrale Bestimmung seit der Errichtung einer größeren Pfarrkirche 1908 verloren hat. 

## Geschichte
Die Dorfkirche zu Junkersdorf wurde urkundlich erstmals 1223 erwähnt, als die Kirche als Eigentum des Kölner Stiftes St. Gereon erscheint. Eine Urkunde des Erzbischofs Heinrichs II. vom Jahr 1324 bestätigte dem Gereonsstift die Inkorporation der Pfarrkirche. 1676 erlitt das Kircheninnere durch Brand schweren Schaden, 1754 brannte der Bau selber bis auf den Chor nieder. Das Langhaus wurde in den darauffolgenden Jahren erneuert. In der Mitte des 19. Jahrhunderts erfolgte der Anbau zweier Seitenschiffe. Als um 1900 die Junkersdorfer Einwohnerzahl stark zunahm, entschloss man sich zum Neubau einer neogotischen Kirche, jedoch nicht zum Abriss des alten Sakralbaus. 1908 übertrug man während der Weihe des Neubaus das alte Pankratius-Patrozinium. Die neogotische Kirche schließlich musste nach schweren Kriegsschäden 1960 einem Neubau weichen. Die alte Dorfkirche wurde 1957 in einen Kindergarten umgebaut. Der älteste Teil des Gebäudes, der polygonal geschlossene Chor, erhielt 1987 wieder eine geistliche Bestimmung, als man ihn in eine kleine Kapelle umbaute.